# Anagrus tretiakovae
Anagrus tretiakovae är en stekelart som beskrevs av Triapitsyn 1998. Anagrus tretiakovae ingår i släktet Anagrus och familjen dvärgsteklar. Inga underarter finns listade i Catalogue of Life.